# Satkhira (district)
Pour les articles homonymes, voir Satkhira.
Satkhira est un district du Bangladesh. Il est situé dans la division de Khulna. La ville principale est Satkhira.
La ville fait la une de l'actualité lorsque le Daily Inqilab révèle la présence de troupes indiennes lors d'affrontements dans la ville.

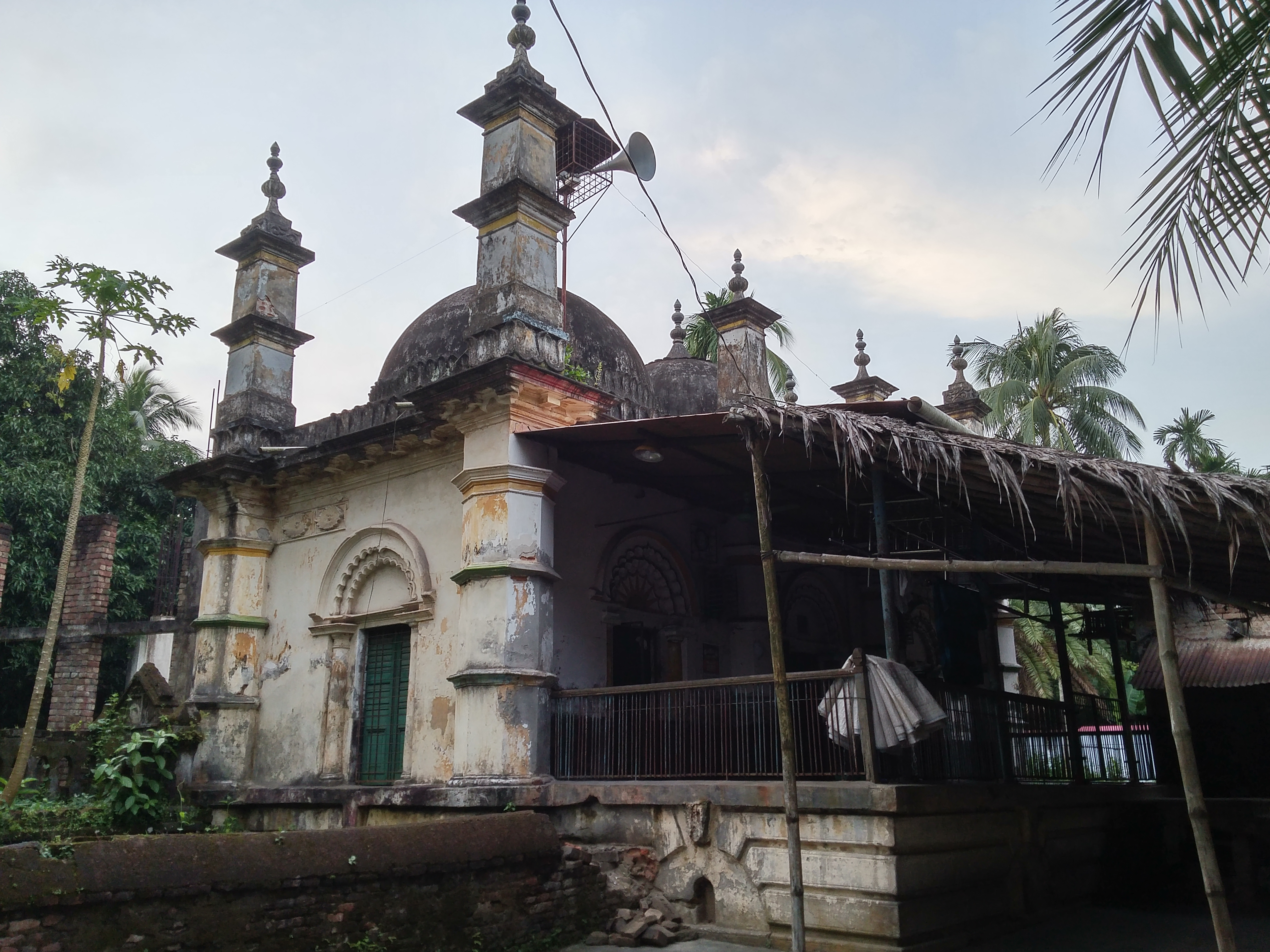
Mosquée Zamindar Bari